# Колесники (Берестовицький район)
Колесники (біл. Красьнікі) — село в складі Берестовицького району Гродненської області, Білорусь. Село підпорядковане Олекшицькій сільській раді, розташоване у західній частині області.